# 역사 시대
| 인류 역사의 구분  |             |           |           |
| 홀 로 세          | 역사 시대   | 역사 시대 | 역사 시대 |
| 홀 로 세          | 철기 시대   |           |           |
| 홀 로 세          | 청동기 시대 |           |           |
| 홀 로 세          | 동기 시대   |           |           |
| 홀 로 세          | 신석기 시대 |           |           |
| 홀 로 세          | 중석기 시대 |           |           |
| 플 라 이 스 토 세 | 후기 구석기 |           |           |
| 플 라 이 스 토 세 | 중기 구석기 |           |           |
| 플 라 이 스 토 세 | 전기 구석기 |           |           |
| 플 라 이 스 토 세 | 구석기 시대 |           |           |
| 플 라 이 스 토 세 | 석기 시대   |           |           |

역사 시대(歷史時代, 영어: recorded history, written history)는 역사의 시대를 구분하는 방법 중의 하나로서, 문자로 기록되어 문헌상으로 그 내용을 알 수 있는 역사가 있는 시대를 말한다. 그 반대로, 문헌상으로는 정확히 알 수 없고, 고고학적인 방법, 가령 유물 등을 사용해 알아낼 수 있는 시대를 선사 시대라고 한다.
문자 문화의 발전 정도가 지역에 따라 각기 다르기 때문에, 통일된 연대나 절대 연대로 나타낼 수 있는 용어는 아니다. 또한 잉카 제국에 볼 수 있듯이, 문자 문화가 없었다고 할지라도 천문학이나 건축학 등 다른 분야가 고도로 발달한 예도 볼 수 있으며, 결줄과 같은 문자에 의하지 않는 커뮤니케이션과 기록 방법도 있기 때문에 반드시 문자의 유무로 시대를 단락지을 수는 어렵다는 생각도 있다.

## 같이 보기
- 선사 시대
- 세 시대 체계
- 신화 시대